# Lantau Peak
Der Lantau Peak, auf Chinesisch amtlich Fung Wong Shan genannt, ist mit 934 m Höhe die höchste natürliche Erhebung auf der Insel Lantau und die zweithöchste Erhebung Hongkongs – höchste Erhebung Taimoshan 957 m. Der Lantau Peak gehört laut „Verein der Country Park-Freunden“ zu den zehn beliebtesten Ausflugsziele in Hongkong. Der 2005 eröffneter Wanderpfad Wisdom Path – 心經簡林 – (deutsch Weisheitspfad – früher Heart Sutra Inscription – „Herz-Sutra-Inschrift“, ⊙) befindet sich im beliebten Lantau North Country Park der Insel.

## Bezeichnung
Die verbreitete englische Bezeichnung Lantau Peak stammt vom umgangssprachlichen Name der Lokalbevölkerung für diesen Gipfel, der wörtlich „Berg der zerklüftete Spitze“ – chinesisch 爛頭山, englisch Ragged Peak – „zerklüftete Bergspitze“ – lautet. Aufgrund sprachliche Missverständnisse in der Kommunikation mit den ersten englischen Beamten der Kolonialregierung gelang es als offizielle englische Bezeichnung ins Kartenwerk. Im alltäglich Gebrauch nutzen heute Hongkonger Bürger meist den amtlichen chinesischen Namen – Fung Wong Shan (鳳凰山 – „Phönix-Berg“)  – als Bezeichnung, während international die inoffizielle Bezeichnung Lantau Peak weiter gebräuchlicher ist.
Inoffiziell ist der Lantau Peak im Chinesischen auch als „Papageimeisenschnabelberg“ – 鴉雀口山 – bekannt, da die beiden Gipel wie ein Vogelschnabel gegen den Himmel öffnet.

## Geografische Lage
Der Berg liegt im südlichen Teil der Insel nahe dem Tian Tan Buddha, dem buddhistischen Kloster Po Lin und der Luftseilbahn Ngong Ping 360. Er besteht aus zwei Gipfeln, wovon der Hauptgipfel Fung Feng (鳳峰 – „männlicher Phönix-Gipfel“) und der andere Gipfel der Wong Feng (凰峰 – „weiblicher Phönix-Gipfel“) genannt wird. Beide Namen der Berggipfel beziehen sich auf ein Vogelpaar des „chinesischen Phönix“ – Fenghuang. Etwas unterhalb des Gipfels befindet sich der Tsam Chai Au mit 810 Metern Höhe über dem Meeresspiegel. Auf dem Gipfelplateau befindet sich eine Schutzhütte für Wanderer und ein Triangulationspunkt.

## Klima
Das Klima des Lantau Peaks gehört laut Klimaklassifikation nach Köppen und Geiger zum subtropischen Gebirgsklima – genauer Klimagruppe C, Cwb-Typ – bzw. zum Ozeanklima – genauer Cfb-Typ. Aufgrund der Höhenlage herrscht ein starker Wind am Lantau Peak das ganze Jahr über. Nebel am Gipfel zu jeder Jahreszeit ist keine Seltenheit. In den Wintermonaten kann die Temperatur unter Null Grad Celsius – < 0 °C – fallen. In den Monaten des Sommers steigt die maximale Durchschnittstemperatur über 24 Grad Celsius. Im Frühling ist es kalt feucht, während im Herbst ein kalt trockenes Klima vorherrscht. Es gibt auf dem Gipfel von Lantau Peak (934 m, ⊙) keine Wetterstation, daher wird die Daten der Wetterstation auf der nahgelegenen Ngong Ping-Ebene (593 m, ⊙) als Referenz genutzt.
|                        | Jan  | Feb  | Mär  | Apr  | Mai  | Jun  | Jul  | Aug  | Sep  | Okt  | Nov  | Dez  |   |      |
| Mittl. Temperatur (°C) | 13,8 | 16,9 | 17,5 | 20,8 | 21,7 | 24,6 | 24,8 | 24,8 | 24,3 | 21,9 | 18,7 | 15,1 | ⌀ | 20,4 |
| Mittl. Tagesmax. (°C)  | 22,8 | 24,8 | 25,0 | 27,7 | 27,2 | 28,6 | 31,8 | 31,3 | 30,7 | 30,7 | 26,8 | 24,5 | ⌀ | 27,7 |
| Mittl. Tagesmin. (°C)  | 4,3  | 9,0  | 10,9 | 14,3 | 15,7 | 20,5 | 21,1 | 19,8 | 19,1 | 14,0 | 10,6 | 6,9  | ⌀ | 13,9 |

| 4,3 |

| 9,0 |

| 10,9 |

| 14,3 |

| 15,7 |

| 20,5 |

| 21,1 |

| 19,8 |

| 19,1 |

| 14,0 |

| 10,6 |

| 6,9 |

| 4,3 |

| 9,0 |

| 10,9 |

| 14,3 |

| 15,7 |

| 20,5 |

| 21,1 |

| 19,8 |

| 19,1 |

| 14,0 |

| 10,6 |

| 6,9 |

## Galerie

Lantau Peak – 鳳凰山
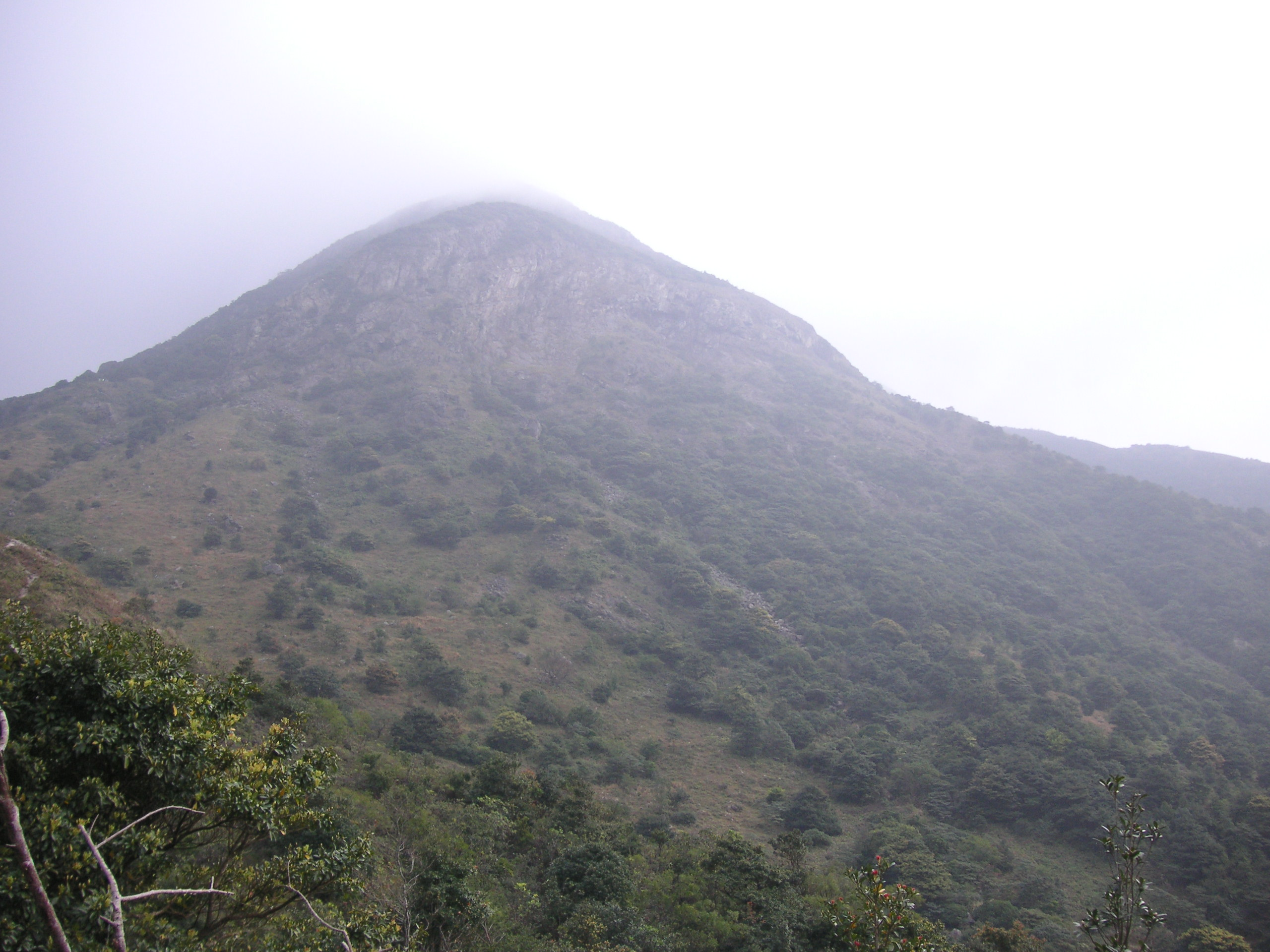
Nebelumhüllter Gipfel – Lantau Peak, 2017
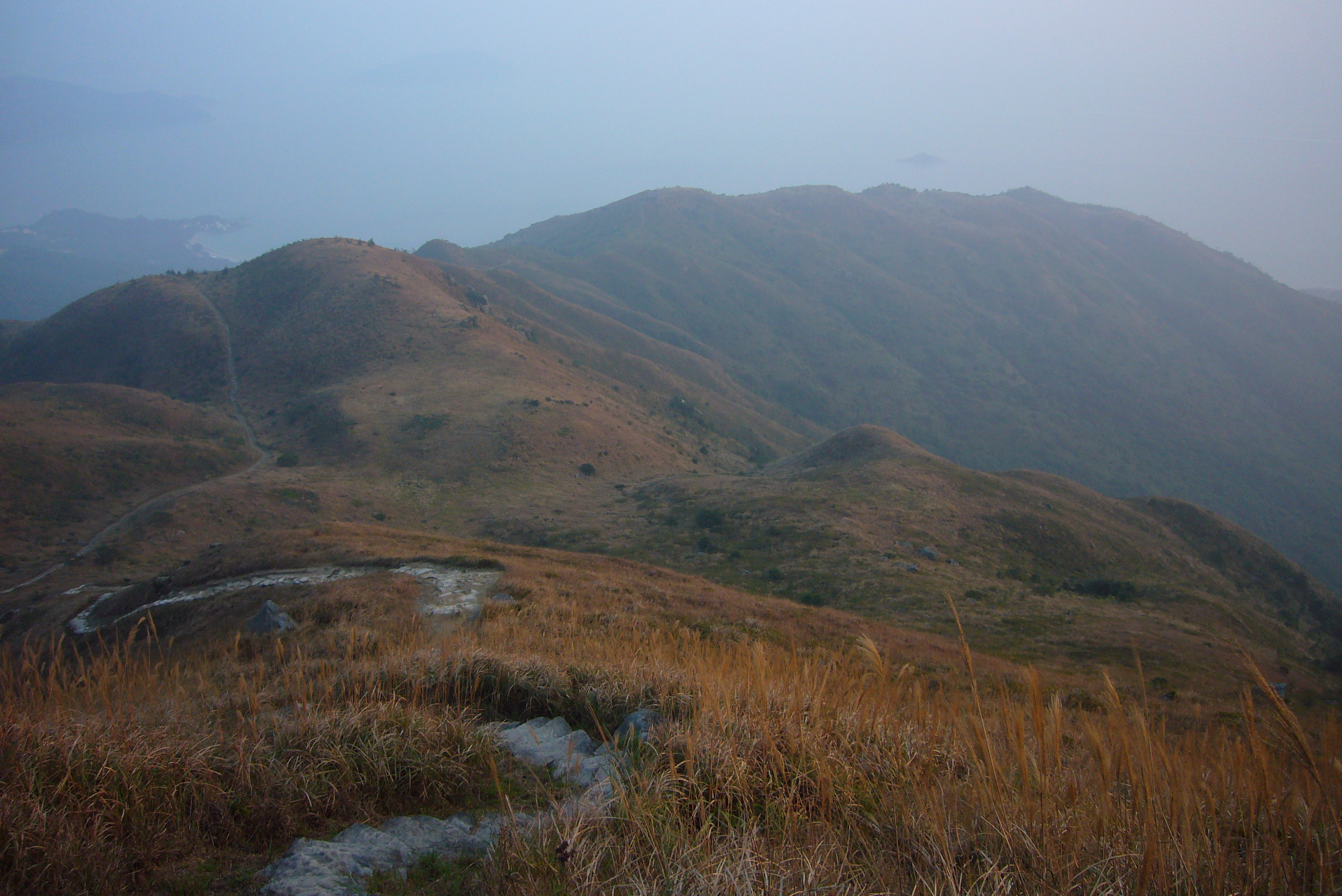
Wanderpfad auf dem Lantau Peak, 2007
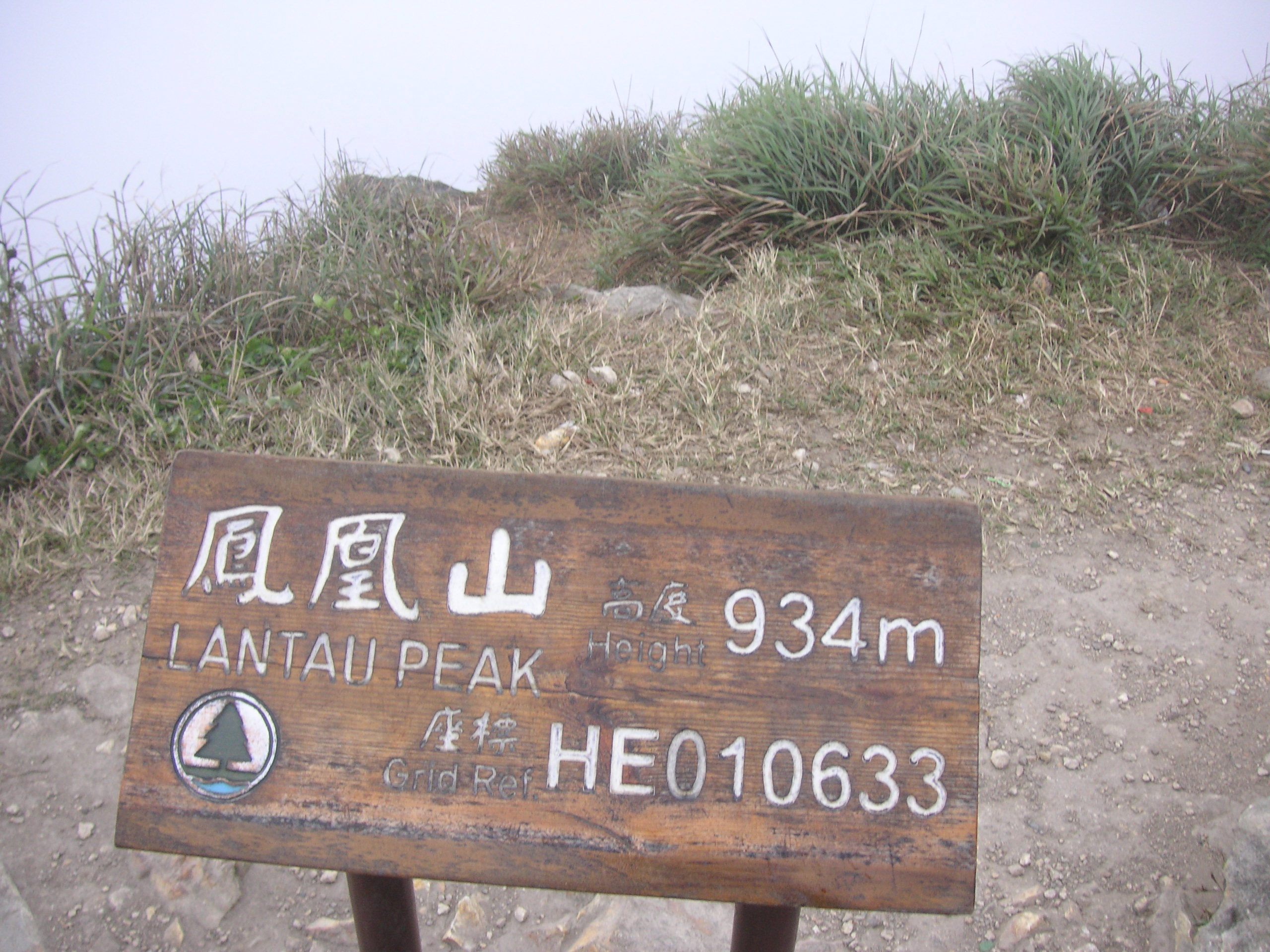
Höheninformationen – 934 mNN, 2017
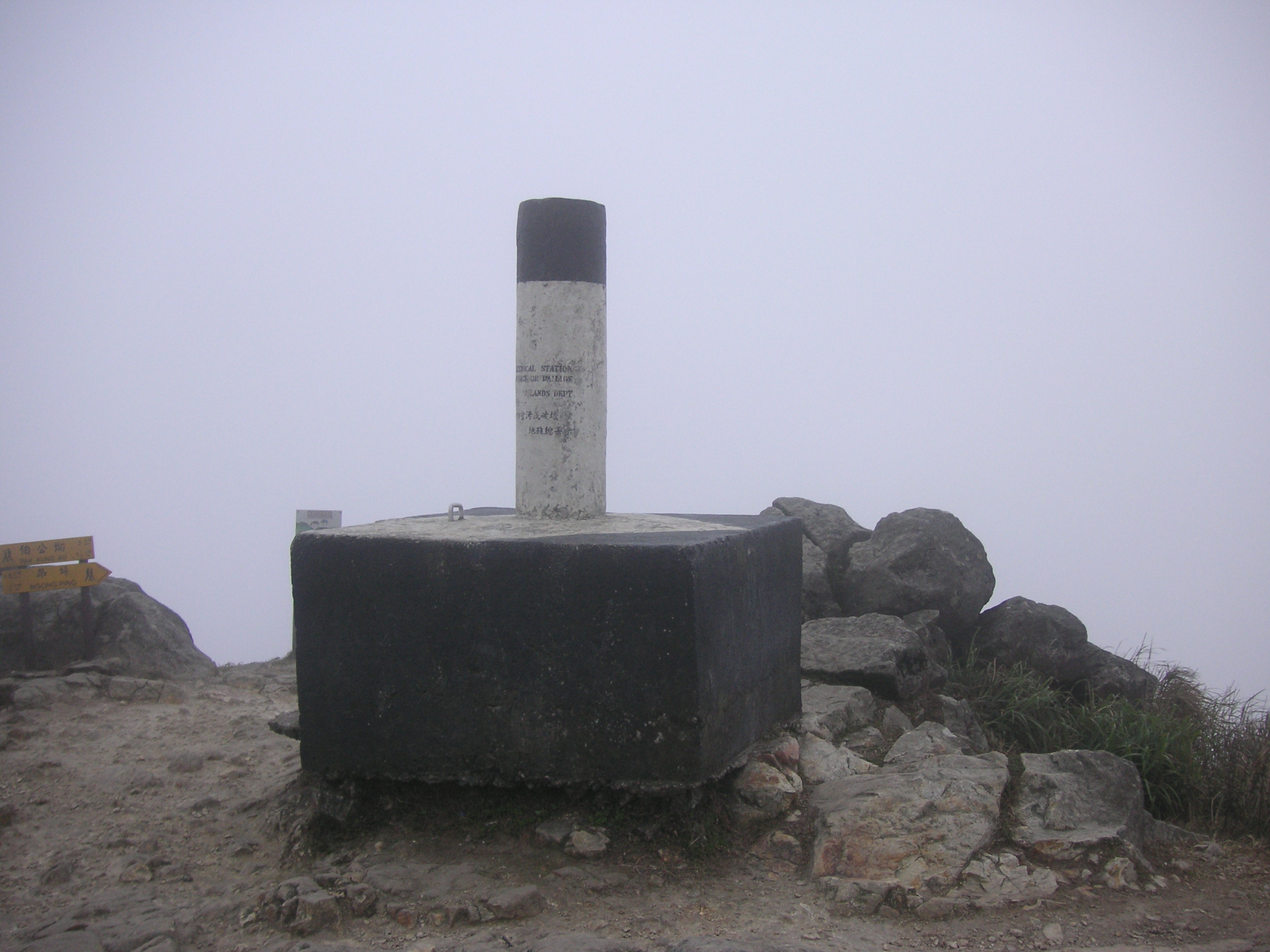
Triangulationspunkt auf dem Gipfel, 2017
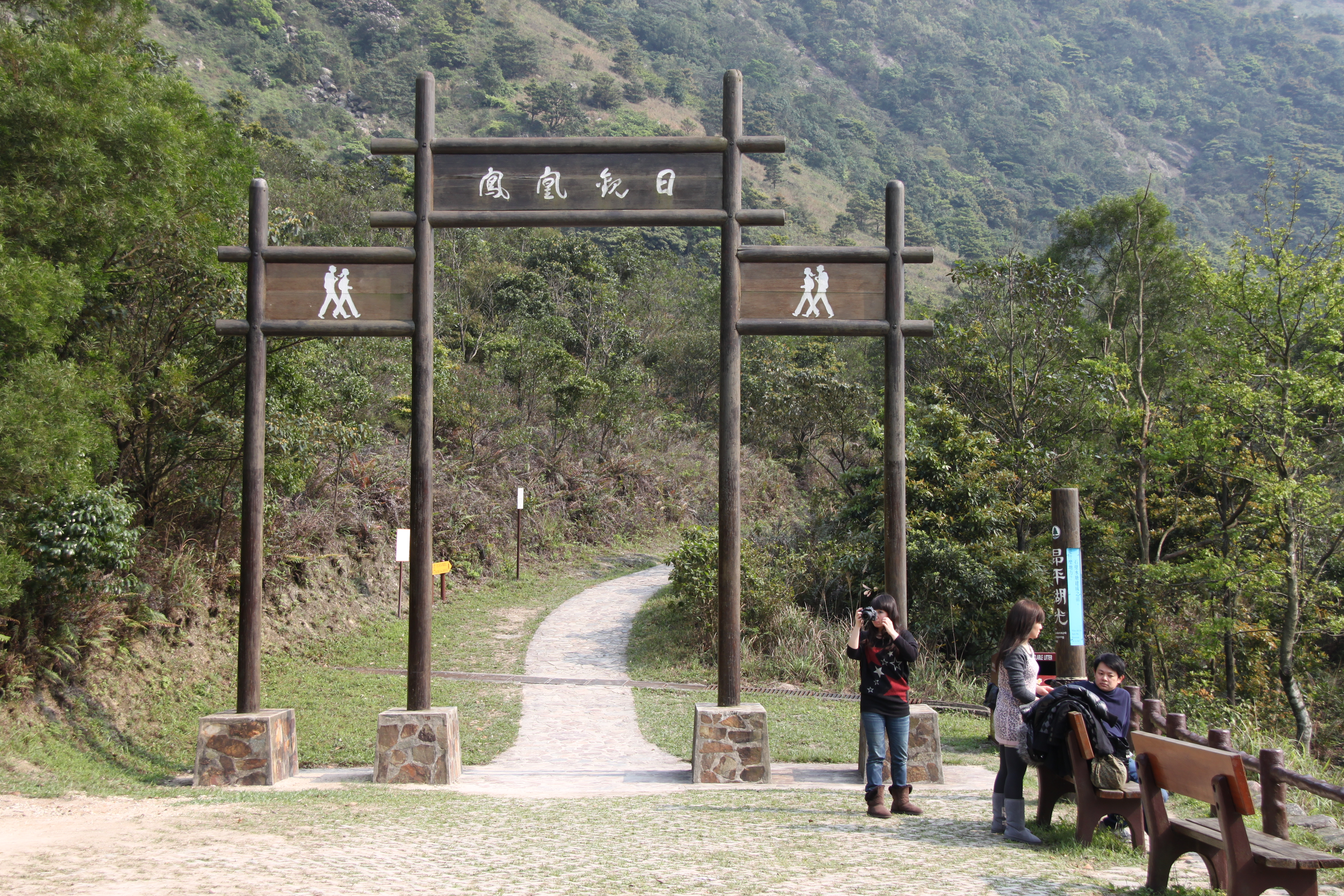
Paifang zur Sonnenaufgangsschau[19], 2010
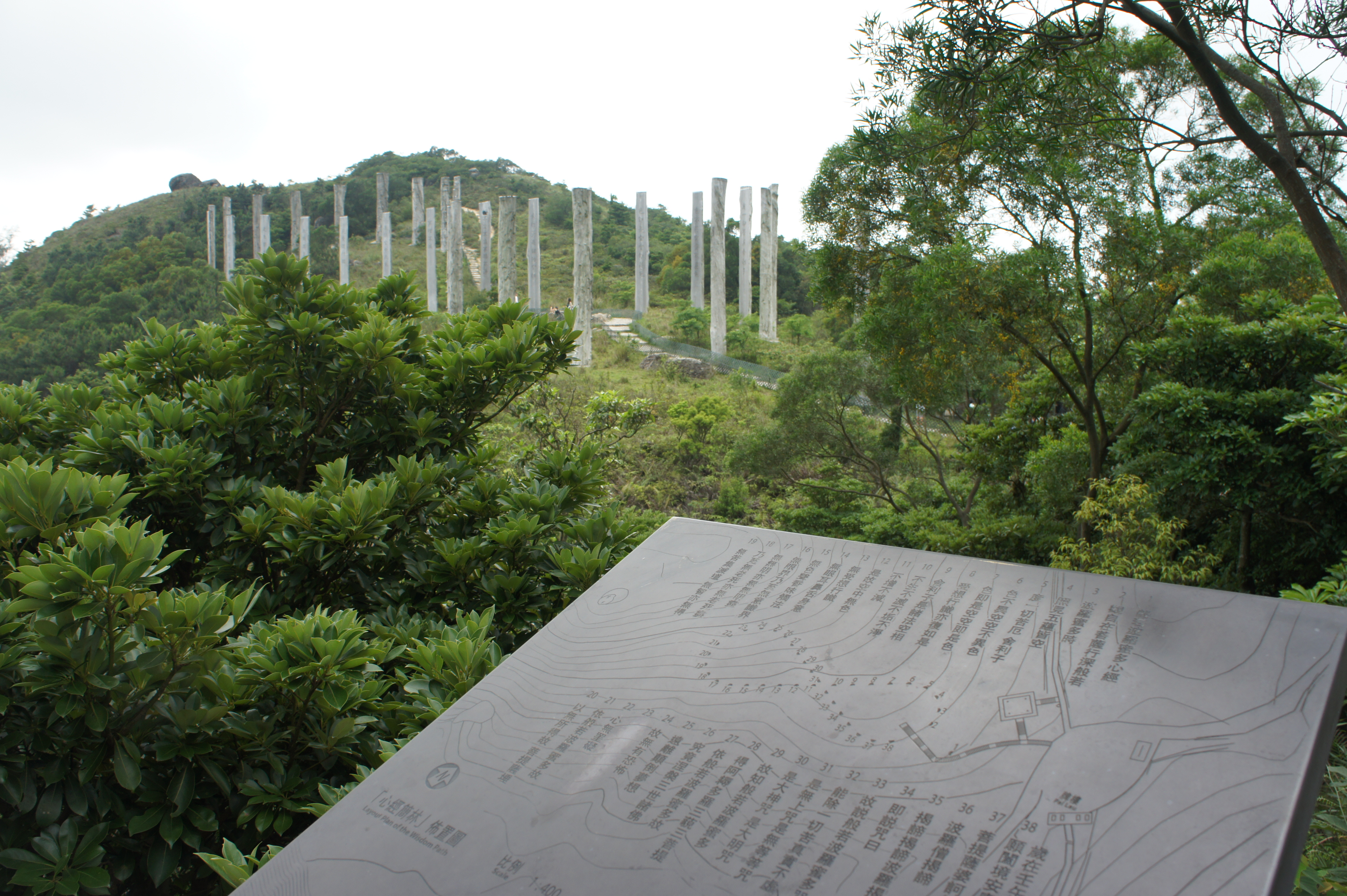
Plattform Weisheitspfad – Wisdom Path, 2011
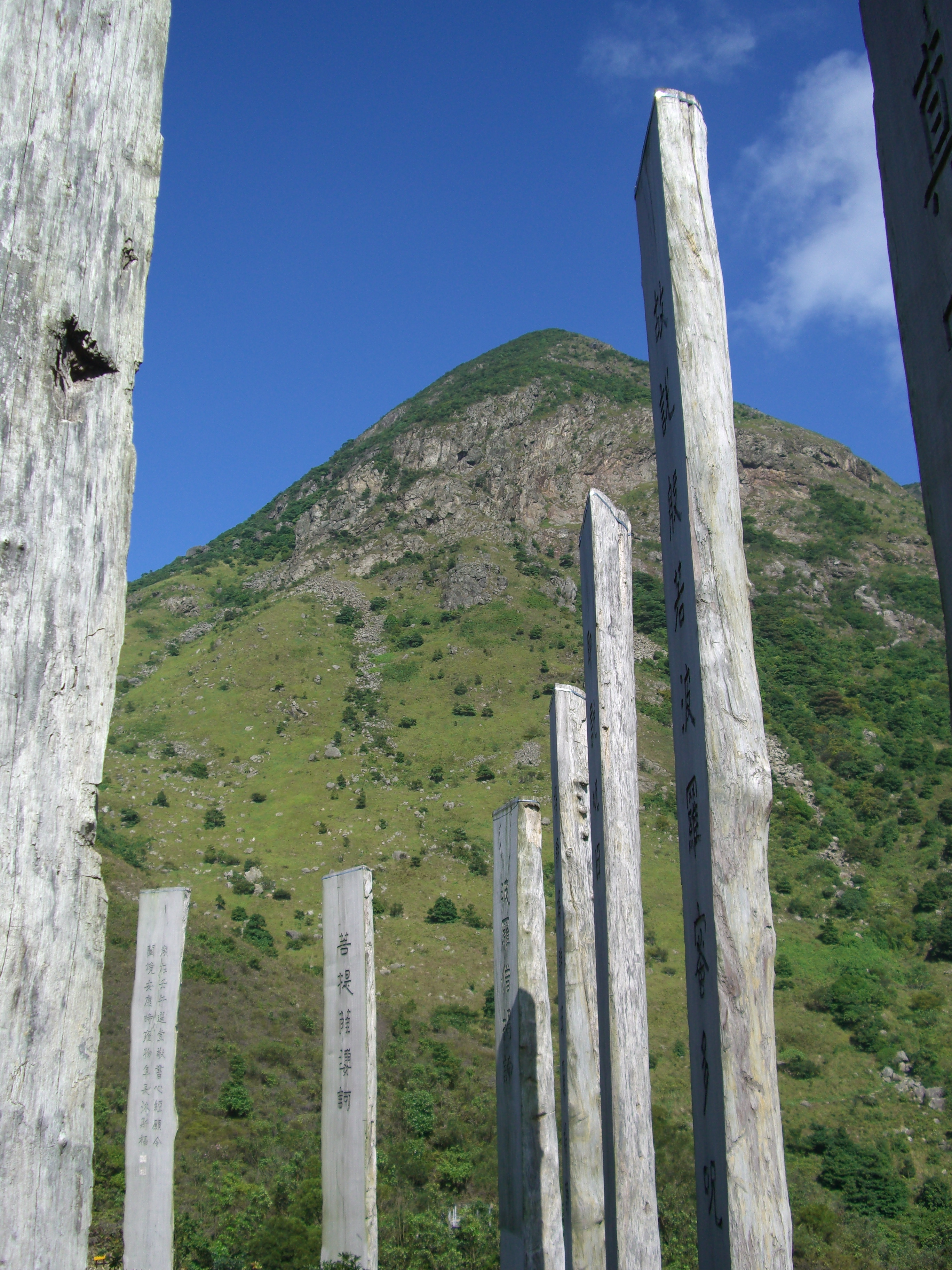
Wisdom Path, 2007
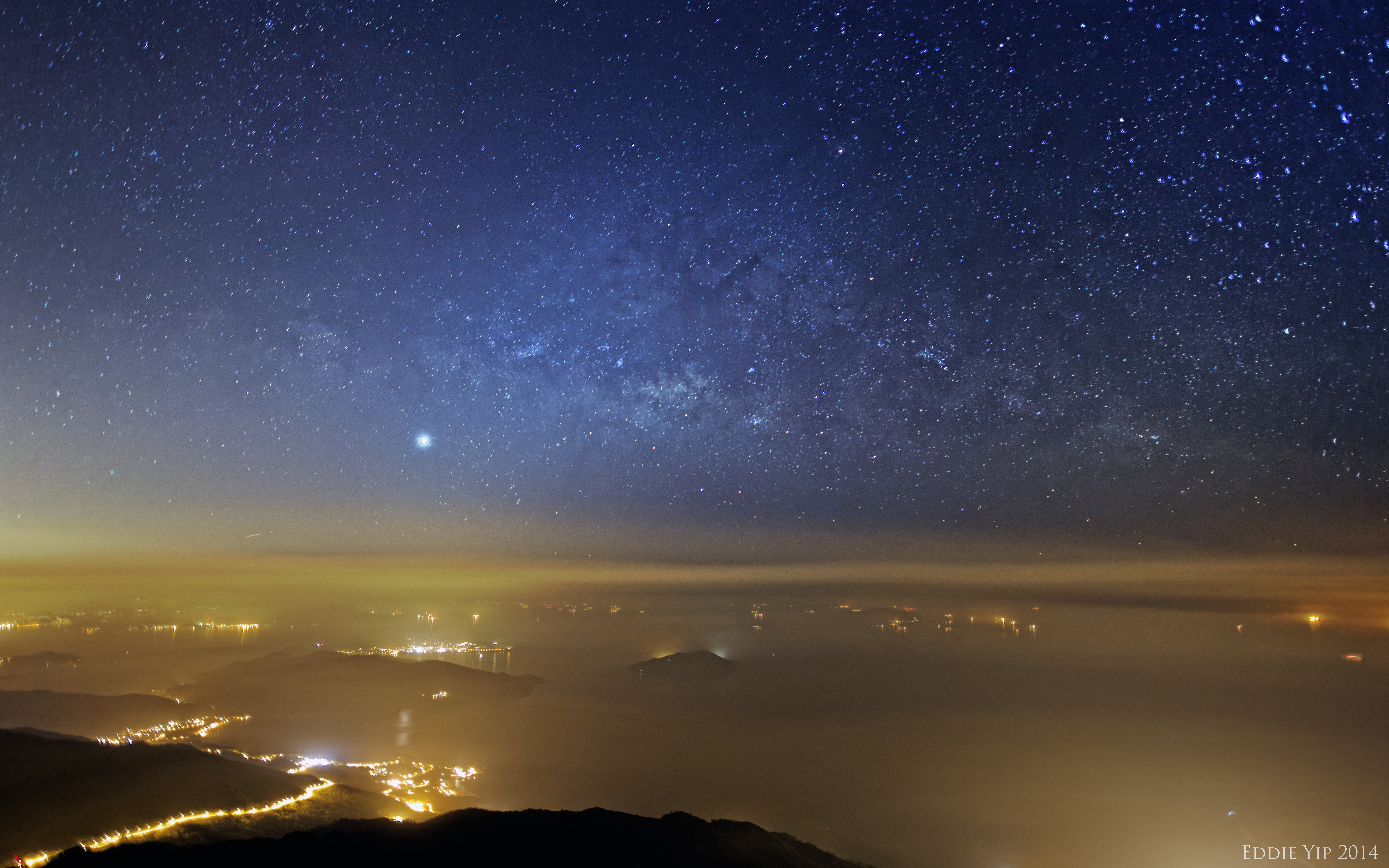
Sternenhimmel über Lantau Peak, 2014